# Muravii, Novhorod-Siverskîi
Muravii (în ucraineană Мурав'ї) este un sat în comuna Hremeaci din raionul Novhorod-Siverskîi, regiunea Cernihiv, Ucraina.

## Demografie
Componența lingvistică a localității Muravii
     Rusă (87,85%)
     Ucraineană (12,15%)
Conform recensământului din 2001, majoritatea populației localității Muravii era vorbitoare de rusă (87,85%), existând în minoritate și vorbitori de ucraineană (12,15%).